# 意译
意译（英語：sense-for-sense translation）是通過換句話，重述一個文本或段落。“Sense-for-sense translation”的另一個術語是paraphrase (改寫)。“Sense-for-sense translation”不同於“free translation”，後者指“unfaithful”的翻譯。意譯指单词在从一种语言翻译到另一种语言时根据其語意而不是根据其读音来进行翻译。与之相对的是音译。除了专有名词（包括人名、地名、国名等）採用音譯，翻译时一般采用意译，但有些專有名詞可能因意譯較音譯易讀好記的關係，而以意譯為主。例如美國多個城市的名稱均為Springfield，意譯為「春田市」，音譯為「斯普林菲爾德」。
另外，意譯亦指在翻译句子或词组（或更大的意群）时，与直译相对的翻译方式。